# Verdienstkreuz für Kunst und Wissenschaft (Reuß)
Das Verdienstkreuz für Kunst und Wissenschaft wurde am 23. Mai 1885 durch Fürst Heinrich XIV. Reuß j. L. gestiftet und kam an In- und Ausländer zur Verleihung, die sich besondere Verdienste und ausgezeichnete Leistungen auf dem Gebiet der Kunst und Wissenschaft erworben hatten. 1912 wurde der Orden auch auf das Fürstentum Reuß ä. L. ausgeweitet.

## Ordensklassen
Der Orden bestand aus zwei Klassen und wurde 1909 durch die Medaille für Kunst und Wissenschaft in zwei Stufen erweitert.
- I. Klasse – Gold
- II. Klasse – Silber
- Medaille in Gold
- Medaille in Silber

## Ordensdekoration
Das Ordenszeichen ist ein Tatzenkreuz aus vergoldetem Silber mit gekörnten Kreuzarmen. Unter den waagrechten Kreuzarmen verläuft ein grün emaillierter, nach oben offener Lorbeerkranz, der auf den senkrechten Kreuzarmen wiederum aufliegt. Auf den waagrechten Kreuzarmen ist die Inschrift  Litteris et (rechts) Artibus  (links) zu lesen. Im Medaillon befindet sich das von einer Krone überragte Wappenschild der beiden Fürstentümer. Rückseitig liegt der Lorbeerkranz auf den waagrechten Kreuzarmen auf. Im Medaillon befindet sich die von einer Krone überragte Initiale  H  (Heinrich).
Die runde Medaille ist aus vergoldetem Silber bzw. aus versilbertem Weißmetall und von einem dichten Lorbeerkranz umschlossen. Sie zeigt die von einer Krone überragten und verschlungenen Initialen  H R  (Heinrich Reuß). Auf der Rückseite die dreizeilige Inschrift Litteris et Artibus.

## Trageweise
Getragen wurde die Auszeichnung an einem Band auf der linken Brustseite.

## Bekannte Träger
- 1886: Ernesto Rossi, italienischer Schauspieler
- 1900: Robert Heinrich Lienau, deutscher Musikverleger
- 1907: Anton Hartmann, deutscher Schauspieler und Theaterdirektor